# 김혜영 (1968년)
김혜영(1968년 8월 10일 ~ )은 대한민국의 KAIST를 졸업한 신소재공학자이자 교육전략가, 진로전문가, 4차산업혁명 강연자, 스타트업 창업멘토이다.

## 경력
한국열린사이버대학교 실용영어학과에서 재직
한바 있으며, 4차산업혁명시대의 인재상이란 주제로 다양한 분야에서 강연을 펼치고 있다.

## 강연
인간으로 진화하는 로봇

## 기고
우리 곁으로 성큼 다가 온 보스턴다이나믹스의 로봇개 ‘스팟‘

## 활동
‘4차 산업혁명과 AI대한민국' 컨퍼런스[패널토론] 공동사회

## 저서
저서로는 '영어학습을 위한 인공지능 챗봇 활용 및 제작'
 등이 있다.
1. ↑  “[한국열린사이버대학교 실용영어학과]”. 2021년 12월 4일에 원본 문서에서 보존된 문서. 2021년 12월 4일에 확인함.
2. ↑  “[김혜영의 ‘톡톡! 4차 산업혁명시대’] (11) 사라지는 직업들”. 2021년 12월 4일에 원본 문서에서 보존된 문서. 2021년 12월 4일에 확인함.
3. ↑  “인간으로 진화하는 로봇”. 2021년 12월 4일에 원본 문서에서 보존된 문서. 2021년 12월 4일에 확인함.
4. ↑  “우리 곁으로 성큼 다가 온 보스턴다이나믹스의 로봇개 ‘스팟‘”. 2021년 12월 4일에 원본 문서에서 보존된 문서. 2021년 12월 4일에 확인함.
5. ↑  “4차 산업혁명과 AI대한민국”. 2021년 12월 4일에 원본 문서에서 보존된 문서. 2021년 12월 4일에 확인함.
6. ↑  “[영어학습을 위한 인공지능 챗봇 활용 및 제작]”. 2020년 6월 25일에 원본 문서에서 보존된 문서. 2022년 1월 16일에 확인함.